# Гаруды
Гаруды (лат. Harudes, дрвнегр. Χαροῦδες) — одно из германских племен, входивших в союз Ариовиста. Существует гипотеза об их ютландском происхождении, согласно которой они занимали западную часть Ютландского (так называемого Кимврского) полуострова, в нынешнем округе Харсиссель. Также следы гарудов прослеживаются в юго-западной Норвегии. Являются ближайшими родственниками седусиев (или эвдусиев). Тот факт, что имя гарудов сохранилось на ютландской земле в датский период, предполагает, что некоторые из них впоследствии стали данами.
Участвовали в войне против Юлия Цезаря. Посланник от эдуев к Цезарю называет количество гарудов, перешедших Рейн на помощь Ариовисту, а именно, 24.000 человек (De Bello Gallico, I,31). 
Тацит это племя не называет. Гаруды упоминаются у Птолемея (II,11,7 ), Орозия (VI,7), Павла Дьякона (IV, 42,10) и в Фульдских анналах.
Убедительной этимологии названия «гаруды» пока не найдено.